# 벽 속의 남자
"벽 속의 남자"는 한국에서 제작된 박종호 감독의 1972년 영화이다. 신영일 등이 주연으로 출연하였고 황의식 등이 제작에 참여하였다.

## 출연

### 주연
- 신영일
- 김지미